# بنی‌عدی
بنی‌عدی (به عربی: بنو عدي) تیره‌ای از قبیله قریش، از نسل عدی بن کعب بود.

## تبارشناسی
نسبت آن‌ها به عدی بن کعب بن لوی بن غالب بن فهر بن مالک بن نضر بن کنانه بن خزیمه بن مدرکه بن الیاس بن مضر بن نزار بن معد بن عدنان می‌رسد.

## نامداران
- عمر بن خطاب
- زید بن خطاب
- سعید بن زید
- زید بن عمرو
- خطاب بن نفیل
- فاطمه بنت خطاب
- عاتکه بنت زید
- عبدالله بن عمر
- حفصه بنت عمر
- زید بن عمر
- فاطمه صغرا بنت عمر
- عبدالله بن مطیع